# Termoli

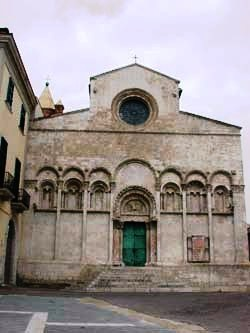
Façade of the Cathedral of Termoli.

Termoli (local dialect: Térml) là một thị trấn và comune ở bờ biển Adriatic của Ý, ở tỉnh Campobasso, vùng Molise. 

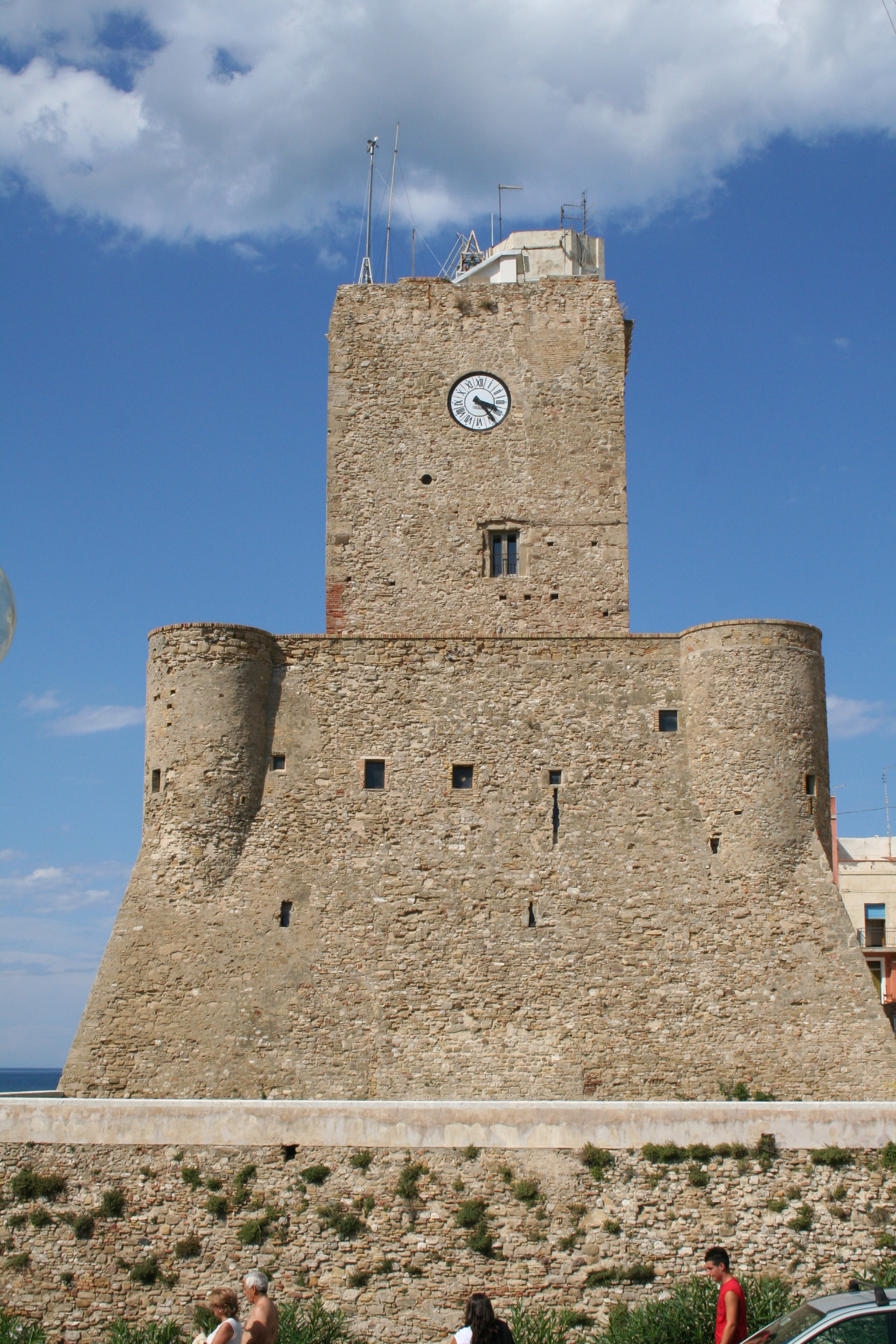
The Castle of Termoli.